# Mohammad Kassim

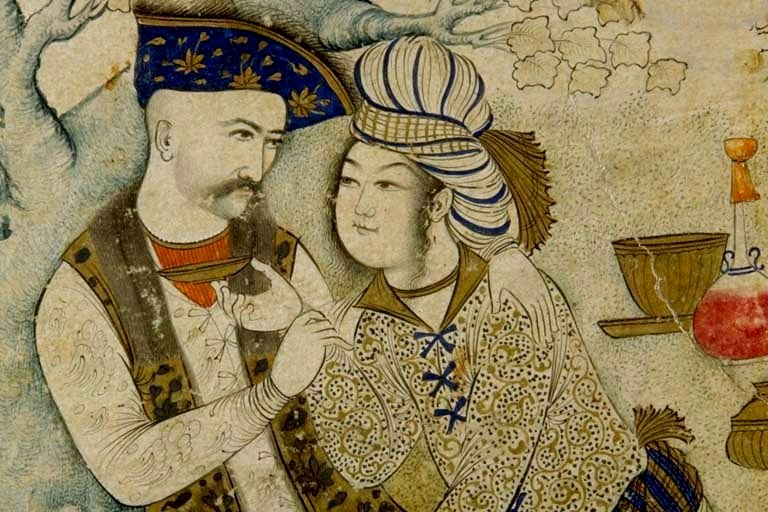
Mohammad Kassim: Le chah Abbas enlaçant un jeune page, musée du Louvre, (détail, 1627)

Mohammad Kassim (également Qassim) Tabrizi, en persan : محمد قاسم, né vers 1575 à Ispahan et mort en 1659 à Ispahan est un peintre de miniatures persanes.
Mohammad Kassim est un contemporain du fameux Reza Abbasi et l'on a longtemps pensé à tort qu'il était un de ses élèves et successeur. C'est à l'experte russe Mme Adamova que l'on doit le rétablissement de la vérité. Tout ce qui nous est connu aujourd'hui de ce peintre a été rapporté par les témoignages de Vali Qouli Chamlou dans son ouvrage « Kissas al-Kahani ». Il écrit que Mohammad Kassim de Tabriz est un poète et peintre enterré à Ispahan en 1659. D'après ses œuvres, le peintre a commencé à travailler dans les années 1590. Il est fameux pour avoir dépeint le chah Abbas avec son page (miniature conservée au musée du Louvre). Il n'a eu besoin d'aucune aide d'un quelconque autre peintre pour traiter ce sujet si intime et l'on peut considérer qu'il était peintre de cour du chah et pouvait l'approcher de près.
Mohammad Kassim était plus jeune que Reza Abbasi, mais s'il composait des scènes du même style, elles l'étaient d'une manière tout à fait différente. Il prit part à l'illustration de plusieurs manuscrits. Deux miniatures sont signées de lui dans le manuscrit Farhad et Chirine (1635) de Vahchi, ainsi que quarante-trois des cent-quarante-huit miniatures d'un exemplaire du manuscrit du Livre des rois de Firdoussi datant de 1648 (bibliothèque de Windsor). Cependant la célébrité de Mohammad Kassim n'est pas seulement due à ses miniatures, mais surtout à ses dessins raffinés sur feuillets à part dans le genre de Mohammadi avec de légers surlignages et des tonalités délicates. 
À la première période de l'artiste (années 1590-1605) appartiennent des œuvres empreintes de l'influence de ses maîtres, telles que Le Jeune homme en vêtement vert (Koweït, collection Al Sabakha), Le Jeune homme un vêtement blanc dans les mains, où l'on note l'influence de Sadiq Bek (Sackler Art Gallery de Washington), Le Jeune homme à la casaque bordée de fourrure (Victoria and Albert Museum), Jeune femme fumant le narguilé (musée de Topkapi), Jeune femme en tenue européenne (Victoria and Albert Museum).

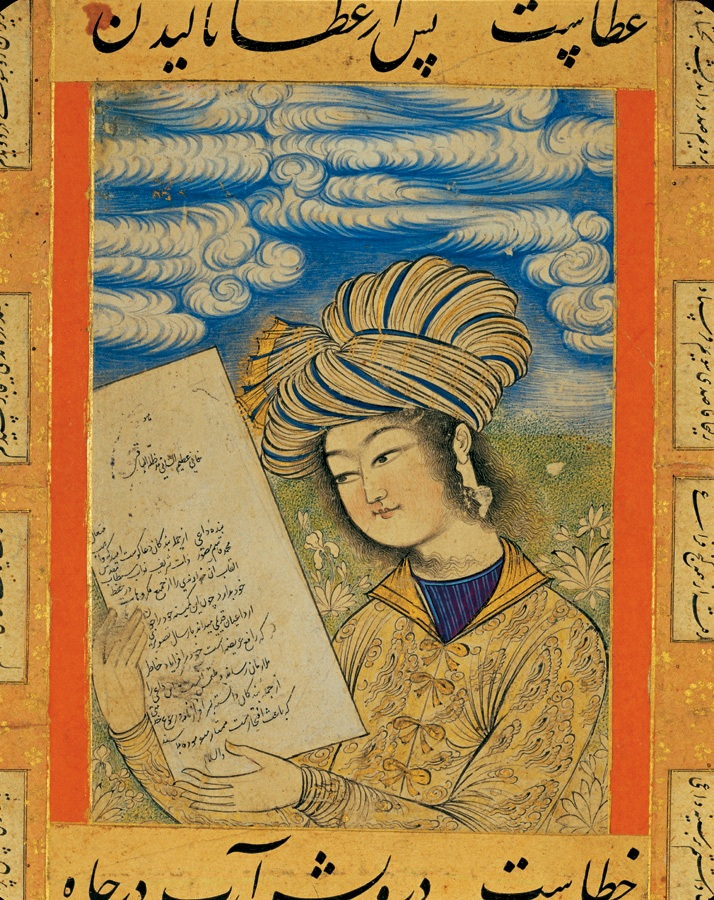
Mohammad Kassim, Jeune homme à la lettre, 1629, bibliothèque du palais du Golestân de Téhéran.

La période moyenne (1605—1627) comprend des œuvres intitulées La Punition de l'élève (1605), Metropolitan Museum of Art), Page portant un plateau avec des tasses (Bibliothèque nationale de Paris), Page portant un feuillet avec un poème (Genève, collection du prince Sadruddin Aga Khan), Homme d'âge mûr recherchant des oiseaux nidificateurs (fin des années 1620 - début des années 1630, British Museum de Londres), Collation de nuit (1620-1625, British Museum): c'est un dessin rehaussé de couleurs dans lequel les experts ont vu le visage du neveu d'Abbas Ier, Sam Mirza, Le Chah Abbas enlaçant un page date de 1628 (Musée du Louvre). Il n'y a pas d'ombre et lumière dans ces œuvres, à l'inverse de chez Reza Abbasi, comme Mohammad Zaman et Aliqoli Djabbadar.

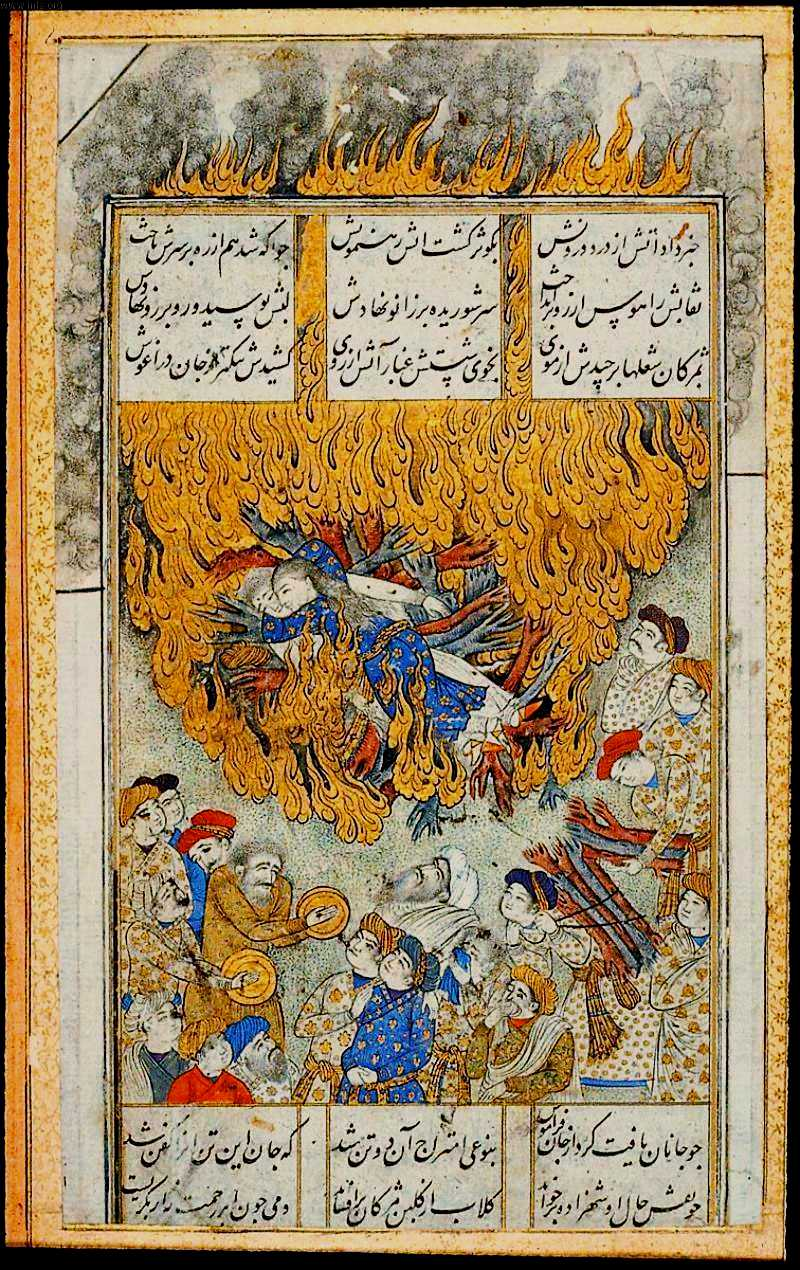
Mohammad Kassim, Brideh se jetant dans le bûcher de son mari défunt, 1re moitié du XVIIe siècle, Boston, Musée des beaux-arts)

Sont rattachées à la dernière période (1627 et suivantes) des compositions, comme Le Jeune homme à l'iris ou Le Jeune homme à la lettre qui se trouvent à la bibliothèque du Golestân de Téhéran.
Dans le texte du dernier dessin, l'on peut lire une proposition de service de la part du peintre à un haut personnage. En effet, le chah Abbas II meurt en 1629 et il perd son patron principal. Les historiens d'art s'accordent sur le fait que Mohammad Kassim s'est cherché un protecteur à cette époque. Cette période comprend aussi les illustrations du maître pour le Livre des rois (1648, à la bibliothèque du château de Windsor), deux exemplaires du Divan du poète Hafez ; l'un (1640) se trouve aujourd'hui au palais de Topkapi et l'autre (1650) à Dublin à la bibliothèque Chester Beatty. Le poème Souz va Goudaz, du poète indien, Mohammad Riza Navi, est extrêmement populaire dans la Perse de cette époque. Les experts estiment que le pinceau de Mohammad a participé à la décoration des palais des Quarante colonnes (Tchikhil Soutoun), construit pour Abbas II. Il a peint quelques personnages isolés et des scènes de groupes. En plus de ces œuvres signées de sa main, Mohammed Kassim est considéré comme l'auteur d'un grand nombre de dessins non signés.
Mohammad Kassim occupe la troisième place derrière Reza Abbasi et Mo'in Mossavvir, par l'importance de ses œuvres dans la peinture persane du XVIIe siècle.

## Source de la traduction
- (ru) Cet article est partiellement ou en totalité issu de l’article de Wikipédia en russe intitulé « Мухаммад Касим » (voir la liste des auteurs).